# Ерсан Санер
Ерсан Санер (1966 , Фамагуста ) — політик Північного Кіпру, обіймав посаду прем'єр-мініста самопроголошенної республіки Північного Кіпру 9 грудня 2020 — 5 листопада 2021 рр. 

Президент Ерсін Татар 7 листопада 2020 року дав завдання сформувати уряд Ерсану Санеру, оскільки той тимчасово був головою Партії національної єдності. 
Після 14 днів консультацій з іншими політичними партіями не зміг сформувати уряд і повернув цю посаду 21 листопада 2020. 
Після того, як лідер Республіканської турецької партії Туфан Ерхюрман, якому було доручено сформувати уряд, не зміг сформувати уряд, Ерсану Санеру було вдруге доручено сформувати уряд 7 грудня 2020 року. 
8 грудня 2020 року Партія національної єдності — Демократична партія та Партія відродження сформували коаліційний уряд. 
9 грудня 2020 року він обійняв посаду прем'єр-міністра 
.

## Особисте життя та освіта
Санер народився в 1966 році у Фамагусті. 
Закінчив Фракійський університет, факультет архітектури в 1988 році. 
Санер одружений, має 2 дітей і володіє англійською мовою.

## Відставка
Санер пішов у відставку після того, як з’явилося відео, на якому він мастурбує під час розмови з майже роздягненою жінкою у відеододатку FaceTime. 

13 жовтня 2021 року Санер повідомив президента Татара, що його уряд йде у відставку. 
Відповідно до Конституції Північного Кіпру, він залишався на посаді тимчасового прем'єр-міністра до формування нового уряду під орудою Фаїза Суджуоглу. 